# 日本与大规模杀伤性武器
日本在第二次世界大战结束之前曾经大力发展和使用大规模杀伤性武器。

## 生物武器

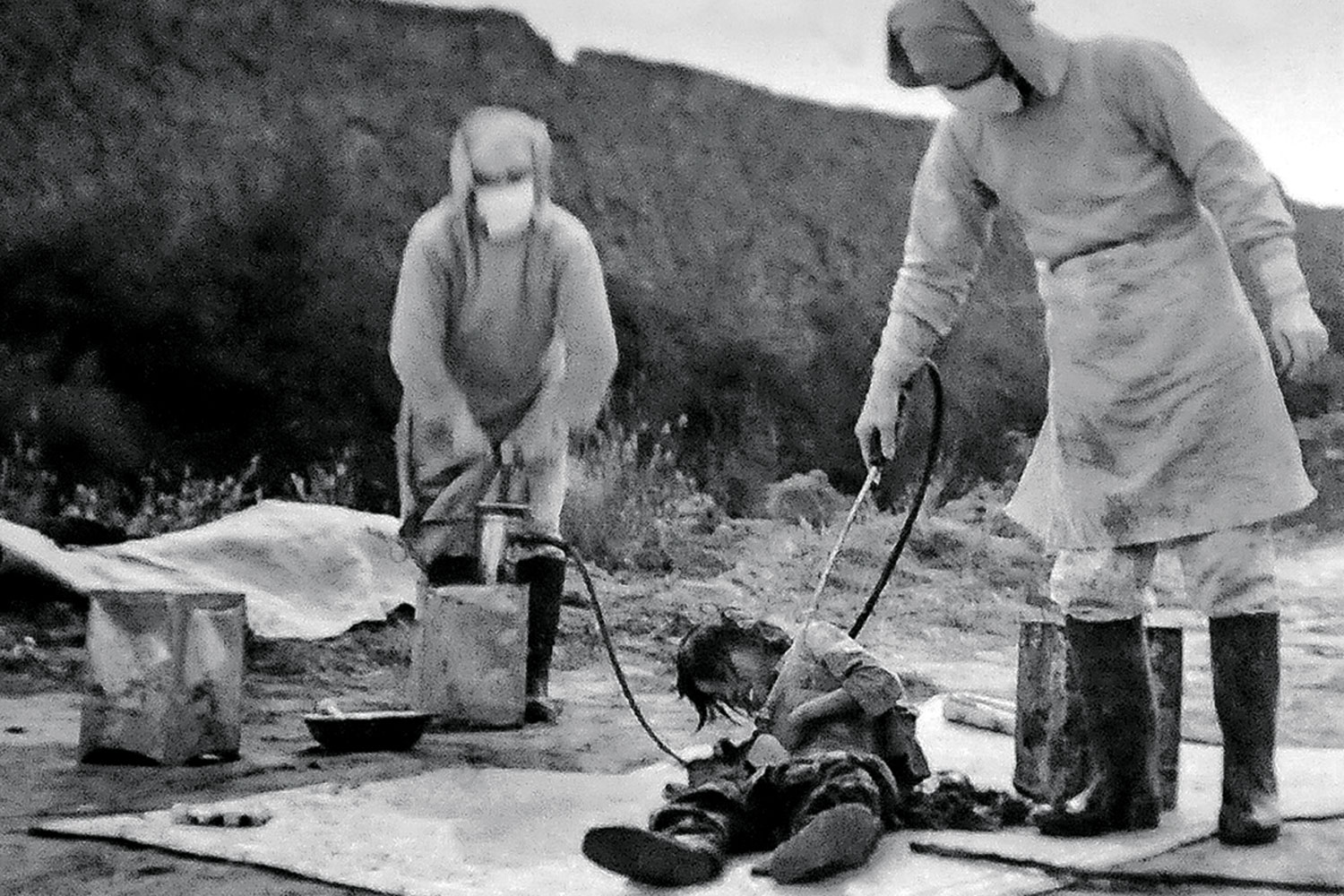
731部队活動

日本是唯一一个在日内瓦条约禁止国际使用生物武器后，仍然大规模使用的国家。731部隊是關東軍防疫給水部本部的別名，驻地中國東北哈爾濱附近，這一區域當時是滿洲帝國的一部分。該單位由石井四郎所領導，因此也稱之為「石井部隊」。一些研究者認為超過3,000名中國人、朝鮮人和聯軍戰俘在731部隊的試驗中死亡。
陸軍軍醫學校細菌武器研究室設立於日本東京陸軍軍醫學校，位於日本東京新宿，對外稱防疫研究室。1997年，東京都新宿市曾出土很多殘缺不全的頭顱等人骨，相信曾遭受人為切割。731部隊的前身是石井四郎於1932年在滿洲國（今中國東北）黑龍江省哈爾濱市市郊的背陰河設立的東鄉部隊。
1932年，石井四郎率部隊在黑龍江省哈爾濱市市郊的監獄修建中馬城，但1935年的一次監獄暴動迫使石井關閉中馬城，其後石井到離哈爾濱更近的平房區重新設立一個新的設施。黑河孫吳縣建立細菌實驗基地，包括動物飼養、制菌室等300間建築。一些731的周邊設施仍保存到現在，並對外開放給遊客參觀。這些數十噸的生物武器（以及一些化學武器）在整個戰爭期間被存放於滿州帝國的許多地方。戰後日本試圖銷毀證據，但是沒有成功。現在依然還有許多證物遺留著，至今對中國的平民還時有傷害。特別是在2003年9月，29名在黑龍江省一棟建築物的工作人員無意地挖掘到了埋藏在地下的有超過50年歷史的化學武器的彈殼，造成多人受傷，一人死亡。
由於沒有判罪的緣故，許多前731部隊的成員都加入了日本醫療組織，例如曾任731部队长的北野政次战后成为绿十字公司顾问。其他成員或領導醫學院校，或為日本厚生省工作。

## 化学武器

### 研发与制式化
第一次世界大战时期，欧洲各国对化学武器的频繁应用，吸引了日本的关注。

#### 陆军方面
大日本帝國陸軍所辖陆军技术本部于1914年开始了对化学武器的调查研究工作。1915年12月，日本陆军又设置临时军事调查委员会，派遣委员前往欧洲调研一战时欧洲诸国的战时体制与总体战的动员方式，其研究领域中便包含了一战时期的化学武器战。1916年日本陆军技术本部通过与陆军军医学校的协作下，就文献中的化学武器相关内容进行了调查，并于1917年正式接受研究命令，开始研究放射性化学武器和防毒面罩。
1918年5月31日，日本陆军省设置临时毒气调查委员会，该委员会的调研领域便包含研究出兵西伯利亚时的化学武器攻防战的应用，并委托程谷曹達工場、中村研究所（东京府大井）、足尾銅山、陸軍衛生材料廠进行各种化学武器的研究制造，并于1918年9月将溴定为化学武器的填充材料。1919年，日本对東京第二陸軍造兵廠陆军火药研究所（板橋）进行改组，设立陆军科学研究所，其陆军科学研究所第二课便是专研化学武器领域的部门，该部门中的化学武器研究部门后于1925年被升格划分为陆军科学研究所第三部，此后，该部又先后经历了多次改组，如陆军科学研究所第二部（1932年）、陆军技术本部第六技术研究所（1941年）、陆军兵器行政本部第六陆军技术研究所（1942年），该部门做了大量关于毒气战的武器制定与制式化工作。
陆军兵器行政本部第六陆军技术研究所与陸軍造兵廠火工厂忠海兵器製造所（日军的化学武器制造部门）、陆军习志野学校（日军的化学武器教育研究机关）、关东军化学部（日军的化学武器实战部队）支撑了日本陆军化学武器战体制与研究体系，该体系于1930年代将日本化学战相关的兵器器材完成现实化、制式化应用。

#### 海军方面
1923年，日本海军于技术研究所研究部内设立化学兵器研究室，开始研究化学武器。1930年海军技术研究所被迁往东京市目黒区时，化学兵器研究室被移至神奈川县平塚市。1934年，化学兵器研究室被升格为海军技术研究所化学研究部，后于1943年独立为相模海軍工廠用于生产所研的化学武器，工厂设立于神奈川県寒川町。

### 应用与结果
516、526部队二戰時設於中國東北齊齊哈爾，從事毒氣化學戰。1945年日军战败投降时，为掩盖使用化学武器的证据，侵华日军将大量化学武器掩埋地下或弃之于江河湖泊之中。日本遗弃在华化学武器至今仍对中国人民的生命财产和生态环境构成巨大危害，且曾导致黑龙江、吉林等多个省份发生日遗毒气受害事件。据不完全统计，截止2015年，中国已发现各种日遗毒气弹约200万发，毒剂约100万吨，分布在中国十几个省，其中吉林省的约占90%，遭受直接伤害者达2,000余人。

## 核武器

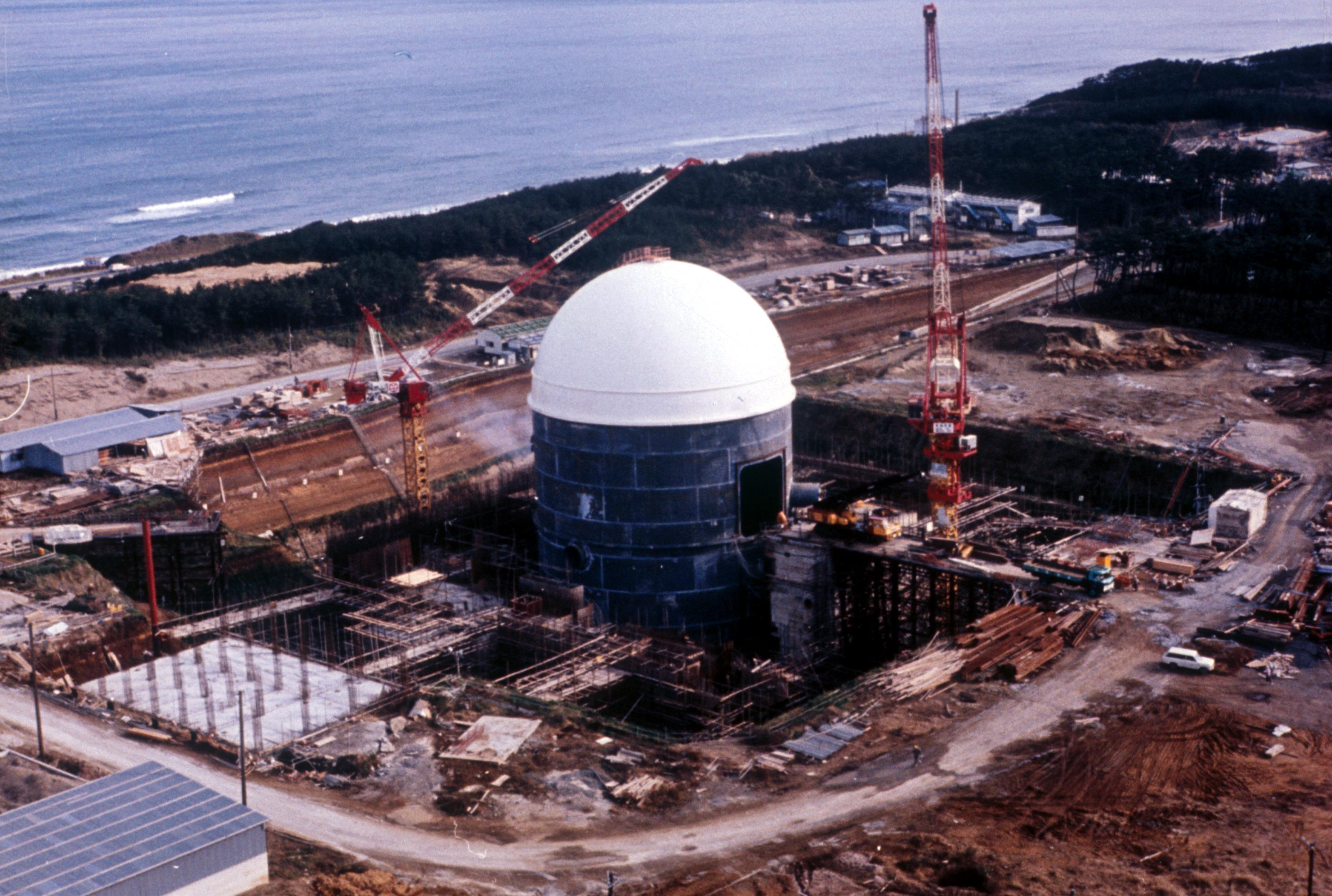
日本常陽增殖反應爐

1940年，日本陸海軍開始進行核武器研製，但在美軍的轟炸下，研究進展緩慢。二戰結束後，在美國的支持下日本重新開始核研究並把研究重心放在核能和平利用。由於二戰廣島與長崎遭到美國原子彈的轟炸，造成三十萬人的死亡，作為唯一遭受原子彈受害的國家，日本對於發展核能始終抱持著複雜的情感，不希望再發生此慘劇，因而以身作則，1967年日本政府宣布「非核三原則」即「不擁有、不生產、不引進」核武器。
日本原子能研究開發機構位於東京東北的茨城縣東海村，位置偏僻隱蔽，建於1956年目前的規模是2005年將原來的日本原子能研究所與核燃料循環開發機構合併而形成的。擁有幾百億美元的尖端設備，曾在此建成日本第一座核反應爐。2006年擁有日本最大、世界第三大的原子爐，正在修建世界上最先進的質子加速器。2006年獲得日本政府2004億日元的預算撥款。整個機構共有員工4386人，其中700多博士，很多研究人員曾留學歐美，並發佈日本經濟產業省資源能源廳的中長期「核能立國計劃」大綱。